# Wyrd (gruppo musicale)
I Wyrd sono un gruppo folk black metal finlandese, formato nel 1997 col nome Hellkult, usato per i primi due anni di vita della band.

## Discografia
Album in studio
- 2001 - Heathen
- 2002 - Huldrafolk
- 2003 - Vargtimmen Pt. 1: The Inmost Night
- 2004 - Vargtimmen Pt. 2: Ominous Insomnia
- 2005 - Rota
- 2006 - The Ghost Album
- 2007 - Kammen
- 2009 - Kalivagi
- 2016 - Death of the Sun
- 2019 - Hex
- 2021 - Vandraren

Raccolte
- 2003 - Wrath & Revenge

EP
- 2006 - Tuonela

Split
- 2007 - Wyrd / Häive / Kehrä
- 2016 - Kalmankantaja / Wyrd
- 2019 - Gloomy Fog Evocations (con gli Abhor)

Demo
- 2000 - Unchained Heathen Wrath
- 2000 - Songs of the Northern Gale
- 2001 - Of Revenge and Bloodstained Swords